# Beatriz Ferreira
Pour les articles homonymes, voir Ferreira.
Beatriz Ferreira née Beatriz Iasmim Soares Ferreira alias La bête est une boxeuse brésilienne née le 9 décembre 1992 à Salvador de Bahia.

## Carrière
Au cours de sa carrière en catégorie poids légers, elle remporte la médaille d'or lors des championnats du monde de boxe de 2019 à Ulan-Ude en Russie, la médaille d'argent aux championnats du monde à Istanbul en Turquie en 2022 et la médaille d'or aux championnats du monde à New Delhi en Inde en 2023.
Participant aux jeux olympiques, elle remporte la médaille d'argent à Tokyo en 2020 et la médaille de bronze à Paris en 2024,.

## Palmarès

### Jeux olympiques
- Médaille de bronze en poids légers lors des Jeux olympiques d'été de 2024 à  Paris

- Médaille d'argent en poids légers lors des Jeux olympiques d'été de 2020 à Tokyo[4].

### Championnats du monde
- Médaille d'or en -60 kg en 2019 à Oulan-Oudé, Russie
- Médaille d'or en -60 kg en 2023 à Guadalajara, Espagne
- Médaille d'argent en -60 kg en 2022 à Istanbul, Turquie

### Jeux panaméricains
- Médaille d'or en -60 kg en 2019 à Lima, Pérou.

### Championnats panaméricains
- Médaille d'or  en -60 kg en 2022 à Guayaquil, Équateur